# Kickapoo Site 7
Kickapoo Site 7 es un lugar designado por el censo ubicado en el condado de Brown en el estado estadounidense de Kansas. En el año 2010 tenía una población de 66 habitantes.

## Geografía
Kickapoo Site 7 se encuentra ubicado en las coordenadas 39°41′41.48″N 95°40′14.38″O / 39.6948556, -95.6706611 (39.694854° 	-95.670662°).